# Телескоп Кассегрена
Телескоп Кассегрена — це оптична система телескопа-рефлектора, що складається з головного увігнутого дзеркала і допоміжного опуклого дзеркала.
Симетричний телескоп Кассегрена характеризується тим, що обидва дзеркала перебувають на одній оптичній осі, а головне дзеркало зазвичай містить отвір у центрі, що дозволяє світлу потрапляти до окуляра, фотокамери чи іншого приймача випромінювання. В асиметричному телескопі Кассегрена допоміжне дзеркало може бути нахиленим для зменшення затінення головного дзеркала.
У класичній конфігурації Кассегрена застосовується параболічний відбивач як головне дзеркало, тоді як вторинне дзеркало зазвичай виготовляють гіперболічної форми. Однак існують деякі відмінності у виготовленні дзеркал. Якщо головне дзеркало виготовити гіперболічної форми, це дозволить підвищити продуктивність, але воно також може бути сферичним чи еліптичним — такі дзеркала легше виготовляти.
Цю систему запропонував 1672 року французький фізик Лоран Кассегрен, про діяльність якого більше нічого достеменно невідомо.

## Конструкції Кассегрена

Хід променів у телескопі Кассегрена

### «Класичний» Кассегрен
«Класичний» Кассегрен складається з параболічного головного дзеркала і гіперболічного допоміжного дзеркала, яке відбиває світло назад, через отвір у головному дзеркалі. Компактність дизайну досягається завдяки складності оптичної конструкції. У невеликих телескопах і об'єктивах камер допоміжне дзеркало зазвичай розташовують на оптичній поверхні, зазвичай на плоскопаралельній пластинці, що закриває тубус. Закритий тубус залишається чистим, головне дзеркало — захищеним, але це призводить до деяких втрат випромінювання.
Така конструкція дозволяє ефективно застосовувати особливості параболічних і гіперболічних відбивачів. Всі вхідні пучки, що падають паралельно оптичній осі, увігнутий гіперболічний відбивач збере у фокусі. Опуклий гіперболічний відбивач має 2 фокуси. Всі світлові пучки, що прямують до одного з фокусів, буде відбито в напрямку іншого. Конструкція дзеркал забезпечує відокремлення одного з фокусів таким чином, що другий фокус гіперболічного відбивача збігається з зображенням предмета, зазвичай, у площині окуляра. Параболічне дзеркало відбиває паралельний пучок світла у фокус гіперболічного дзеркала. Далі гіперболічне дзеркало відбиває ці світлові пучки в напрямку свого другого фокуса, де і формується зображення предмета.